# Vicariato Apostólico de Aguarico
O Vicariato Apostólico de Aguarico (em latim: Apostolicus Vicariatus Aguaricoënsis), uma circunscrição missionária da Igreja Católica Romana, está localizada no Cantão Aguarico, na Floresta Amazônica do Equador .

## História
Em 16 de novembro de 1953, o Papa Pio XII instituiu a Prefeitura Apostólica de Aguarico a partir do Vicariato Apostólico de Napo. Possui uma sé catedral, a Catedral Nossa Senhora do Carmo, em Puerto Francisco de Orellana, na província de Orellana.
O Papa João Paulo II elevou-o a Vicariato Apostólico em 2 de julho de 1984. 
O vicatirato permanece isento, ou seja, imediatamente sujeito à Santa Sé, não faz parte de qualquer província eclesiástica.

## Titulares episcopais
Até o presente, todos os ordinários são Frades Menores Capuchinhos.
Prefeitos apostólicos
- Igino Gamboa, OFM Cap. † (30 de março de 1954 nomeado - 1965)
- Alejandro Labaca Ugarte, OFM Cap. † (22 de janeiro de 1965 nomeado - 26 de junho de 1970)
- Jesús Langarica Olagüe, OFM Cap. † (Nomeado em 26 de junho de 1970 - 1982)

Vigários apostólicos
- Alejandro Labaca Ugarte, OFM Cap. † (Nomeado em 2 de julho de 1984 - 2 de julho de 1987)
- Jesús Esteban Sádaba Pérez, OFM Cap. (22 de janeiro de 1990 - 2 de agosto de 2017)
- José Adalberto Jiménez Mendoza, OFM Cap. (2 de agosto de 2017 -)